# Uniwersytet Katolicki w Rużomberku

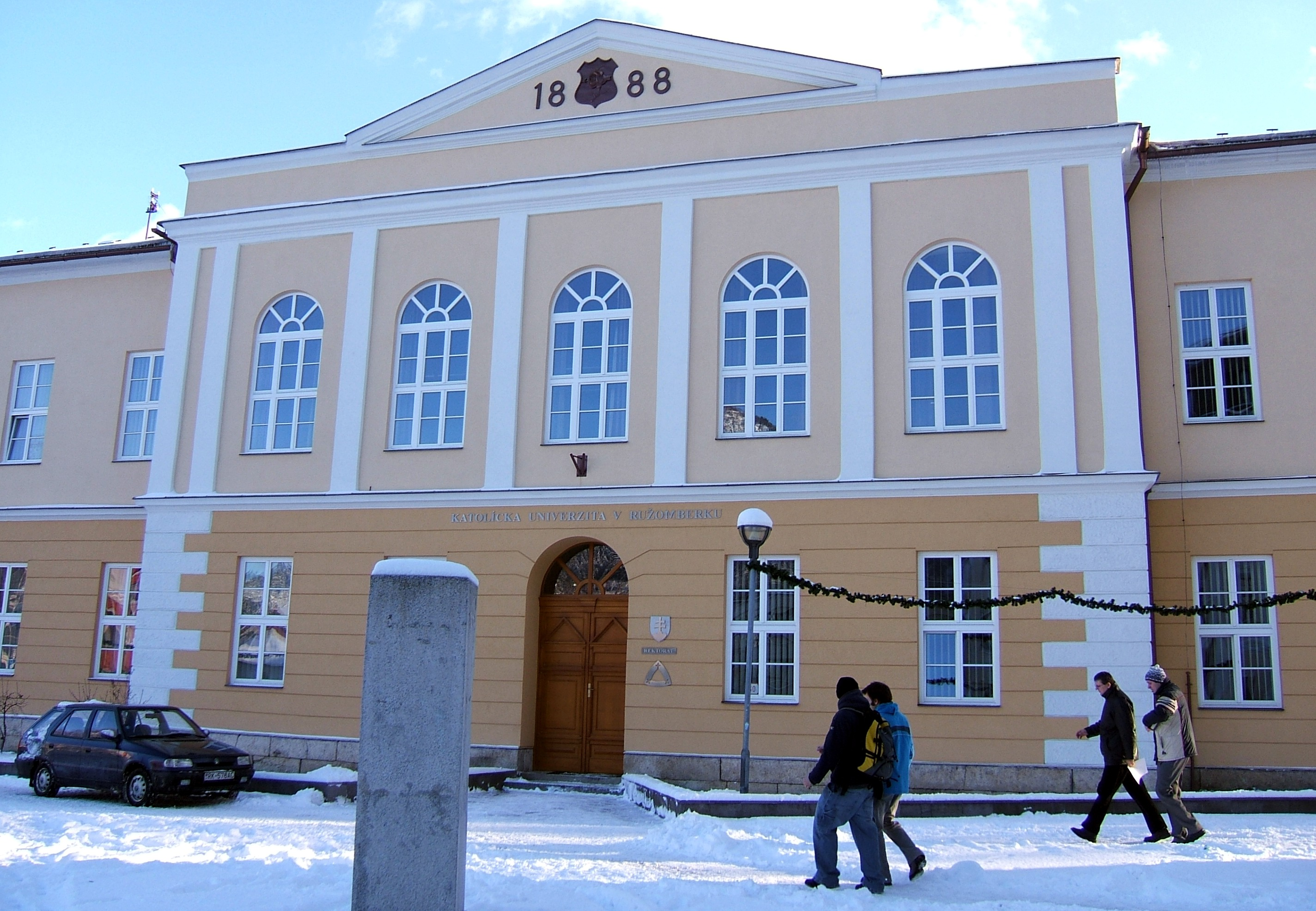
Siedziba rektoratu Uniwersytetu Katolickiego w Rużomberku

Uniwersytet Katolicki w Rużomberku (słow. Katolícka univerzita v Ružomberku) – katolicka publiczna słowacka uczelnia z siedzibą w Rużomberku. 

## Historia
Powstała 10 maja 2000.
W latach 2008–2014 rektorem był polski teolog ks. prof. Tadeusz Zasępa. 27 sierpnia 2014 rektorem został ks. prof. Jozef Jarab.
Posiada następujące wydziały (2011):
- Filozoficzny (Filozofická fakulta)
- Pedagogiczny (Pedagogická fakulta)
- Teologiczny (Teologická fakulta) z siedzibą w Koszycach
- Nauk o Zdrowiu (Fakulta zdravotníctva)

W 2010 roku na uniwersytecie studiowało 7800 studentów, z czego 5000 w trybie dziennym, a 2800 zaocznym i 339 doktorantów.